# Batu Surau
Batu Surau is een bestuurslaag in het regentschap Muara Enim van de provincie Zuid-Sumatra, Indonesië. Batu Surau telt 512 inwoners (volkstelling 2010).